# Aarlanderveen Molen No.1
De 1e molen of ondermolen van de Molenviergang Aarlanderveen ligt ongeveer 1 km ten zuiden van Aarlanderveen. De huidige molen is in 1924 gebouwd ter vervanging van een eerdere molen uit 1786, die dat jaar afbrandde. De vervangende molen was niet nieuw: men vond in Bleiswijk (Achterlaan) nabij Zoetermeer een overtollig geworden molen. De poldermolen is eigendom van Stichting Molenviergang Aarlanderveen sinds 1963. Het binnenwerk is uitgerust met een scheprad met een diameter van 6,70 m. Dit scheprad is in 1970 aangepast in verband met de verlaging van het polderpeil. De molen bemaalt als ondermolen de drooggemaakte polder aan de westzijde van Aarlanderveen en is de peilmolen.
De oorspronkelijke molen uit 1786 werd gebouwd door molenmakers Ari van der Straaten, Willem van der Star en Leendert van der Starre. De molen uit 1924 werd door molenmaker H.W.C. Vergunst geplaatst, deze molen was afkomstig uit de Binnenwegsepolder bij Zoetermeer. De molen heeft een baard met de tekst "Anno 1924" en een stichtingssteen.